# イブン・ブトラーン

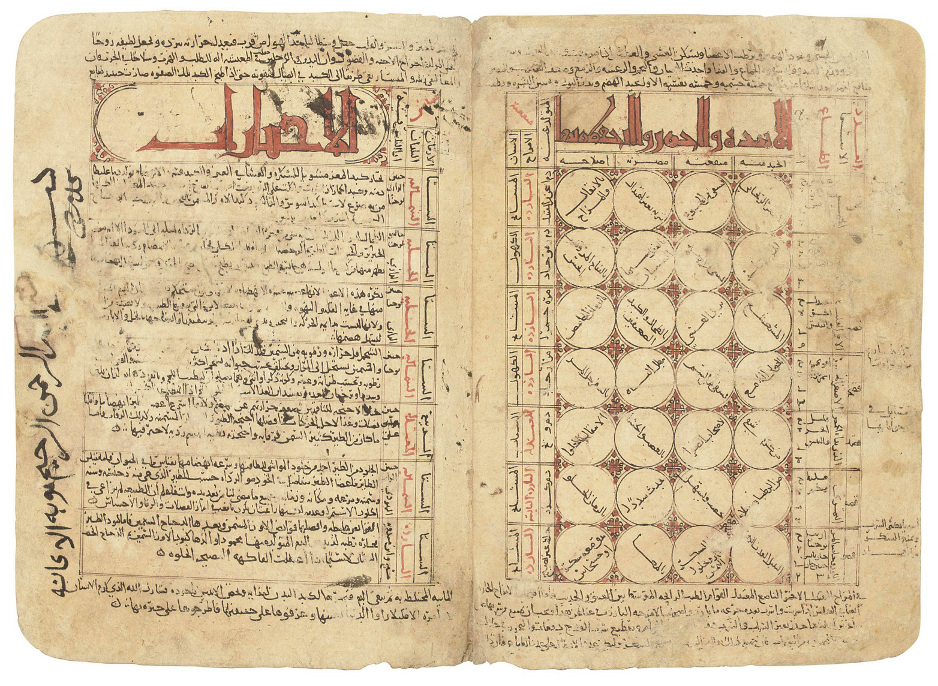
IbnButlân、Taqwim al-Sihhah、c。 1050

イブン・ブトラーン（Ibn Butlân; circa. 1001年 - 1066年）は、イラクのネストリウス派キリスト教徒の医者。Tacuinum sanitatis （健康全書）というラテン語に翻訳された著作で、ヨーロッパ世界でも有名である。また、1054年に発生した超新星爆発（SN 1054）に関する記録を残している。

## 生涯
イブン・ブトラーンはアブル・ファラジュ・ブン・タイイブに師事したキリスト教徒の医者である。長じてバグダードとダマスクスで名を挙げた。1049年ごろにフスタートを訪れて、アリー・ブン・リドワーンと会い、彼と気候と季節が人々の健康や薬の有効性に与える影響について意見を交わした。また、医者をいかにして養成するかという問題や、栄養素の分類についても議論した。
フスタートからコンスタンティノープルへ行き、その後、アンティオキアに身を落ち着けて、当地で修道生活を送った。 

## 著作
イブン・ブトラーンは、『医者も千差万別』（Invitation des médecins ou Banquet des médecins (Da'wat al-atibba)）という著作を書いている。これは香具師の所業を批判した滑稽もので、作中には、目医者、金瘡医、瀉血医、養生の専門医、薬草医が登場し、イブン・ブトラーン自身も顔を出す。作中では、狼と蜥蜴の糞がなぜ喉の痛みや傷に効くのかについて語られたり、病院の枕探しには、血抜きした患者の瀉血箇所で、どういった夢判断に基づいて瀉血したのか、あるいはどういった類感呪術に頼って瀉血したのかがわかってしまうといった話が語られる。
イブン・ブトラーンはまた、売りに出されている奴隷に隠れた病気があることを察知する方法について述べた、修道士が使うためのマニュアル本も書いている。

### 養生と食餌
イブン・ブトラーンは、衛生学に関する『タクウィームッスィッハ』（تقويم الصحة; Taqwim al-Sihhah ; 文字通りの意味は健康の規定）という書物を著し、これはラテン語に翻訳されてラテン語文化圏でも読まれた。
イブン・ブトラーンの研究は、養生や摂生の分野を扱い、より詳しくは、食餌や運動について論じている。イブン・ブトラーンは、各個人が身体と精神の両方を注意深く良好に保つことのメリットについて力説する。
本書は中東で長期にわたって読み継がれ、ヨーロッパでも中世から16世紀までの間、Almanach de la santé というラテン語翻訳で親しまれた。このことはヨーロッパの近代化に影響を及ぼしたイスラーム文化の一例である。

### 天文現象の目撃者
イブン・ブトラーンの名前は、天文学史においても知られている。1054年の超新星爆発は、日本の『明月記』と中国の文献に記録があるが、それらを除く文献記録は、イブン・ブトラーンによるものしかない。東アジアの文献によると、この「客星」は、3週間にわたり空に輝き続け、日中でも観測できたという。イブン・ブトラーンは、この1054年の北半球が夏の時期に起きたこの天文現象についての証言を残しており、それは、彼がフスタートを去り、コンスタンティノープルに移住するときのことであった。
イブン・ブトラーンの証言は曖昧なものであり、東アジアの文献がなければ使い物になるものではないが、その一方で、この天文現象を目撃した年、彼が「まばゆい」と表現したその星の黄道帯における位置（双児宮）、そのときに土星が巨蟹宮に入ったことを記している。これらの記述は、彼が目撃した天文現象が1054年の超新星爆発であると同定するのに十分な情報である。
イブン・ブトラーンは、自分が目撃した天文現象を「天気星」al-kawkab al-atari と名づけた。アリストテレスの宇宙論において、天球は万古不変であるとされる。このドグマに反する現象はすべて、月下界の現象に位置づけられた。
イブン・ブトラーンの証言は、13世紀の医者イブン・アビー・ウサイビアが1242年に書いた古今東西の医者の列伝 Uyun al-Anba の中で引用されたかたちで現代に伝わる。